# Vértesacsa
Vértesacsa is een plaats (község) en gemeente in het Hongaarse comitaat Fejér. Vértesacsa telt 1771 inwoners (2001).